# Giovanni Pico della Mirandola
Giovanni Pico della Mirandola (dvorac Mirandola kraj Modene, 24. veljače 1463. – Firenca, 17. studenog 1494.), talijanski filozof i humanist iz razdoblja renesanse.

## Životopis
Pico se rodio u obitelji grofa Giovannija Francesca, sjevernotalijanskog plemića. Obitelj je bila ugledna i bogata i pozivala se na podrijetlo od Konstantina. Kao mladić studirao je na sveučilištima u Bolonji, Ferrari, Padovi, Paviji i Parizu, gdje je stekao obrazovanje u kanonskom pravu, književnosti, srednjovjekovnoj skolastici i teologiji, a studirao je i grčki jezik te grčku filozofiju. Kasnije je naučio i hebrejski, arapski i aramejski. Prilikom posjete Firenci sprijateljio se s Ficinom i postao uglednim članom Firentinske Akademije.
U filozofiji je pod jakim utjecajem Platona, Aristotela, novoplatonizma i kabale. Upravo su ga hebrejski učitelji upoznali s kabalom, koja ga je fascinirala, jer je bio zainteresiran za mistične i teološke spekulacije. Kritizirao je neke postavke teoloških učenja i zalagao se za novi duh kritičkog dijaloga među teolozima i znanstvenicima. Zbog toga je 1486., u dobi od dvadeset tri godine pokušao organizirati veliki zbor filozofa i teologa različitih religija i vjerovanja, kako bi razgovarali o "filozofiji mira" i "vjerskom pomirenju" te je pripremio 900 filozofskih i humanističkih teza, zapravo vrstu manifesta pod naslovom De dignitate hominis ("O dostojanstvu čovjekovu"), koji se danas smatra ključnim tekstom renesansnog humanizma. Najradikalnija teza bila je ta da, prema njegovom mišljenju, nijedna znanost ne može bolje dokazati Isusovu božansku narav od magije i kabale. Zbog takvih i drugih neortodoksnih stavova, papa Inocent VIII. (1484. – 1492.) je zabranio taj skup, izopćio Pica iz Crkve, a manifest stavio na popis zabranjenih knjiga. Rehabilitiran je tek pred smrt.
Borio se jednako tako i protiv mističkih astroloških proricanja (Disputationes adversus astrologiam divinatricem), ali kao i većina njegovih suvremenika nije uspio ostvariti jasno razlikovanje između znanosti i magije kojom je prožet i jedan dio njegova stvaralaštva.

## Djela
Picova djela izdao je njegov nećak, talijanski filozof Giovanni Francesco 1496. u Bolonji, dok mu je neka djela na hrvatski preveo Jozo Mršić:
- "O ljudskom dostojanstvu" (De dignitate hominis), 1486.
- "O biću i jednom" (De ente et uno)
- "Rasprave protiv proricateljske astrologije" (Disputationes adversus astrologiam divinatricem)
- "Filozofski, kabalistički i teološki zaključci" (Conclusiones philosophicae, cabalasticae et theologicae), 1486.
- "Apologija" (Apologia J. Pici Mirandolani, Concordiae comitis), 1489.
- "Heptaplus", 1491.